# Gemeinsames Terrorismusabwehrzentrum
Das Gemeinsame Terrorismusabwehrzentrum (GTAZ) ist eine gemeinsame Koordinierungsstelle der Sicherheitsbehörden der Länder und des Bundes mit dem Ziel, die operative Arbeit zur internationalen Terrorismusbekämpfung zu verbessern. Es beschäftigt sich ausschließlich mit der Bekämpfung des islamistischen Terrorismus. Dies soll durch die Verbesserung der Kommunikationswege, den Austausch vorhandener Informationen, die Verbesserung der Auswertungskompetenz, die Erleichterung der Früherkennung möglicher Bedrohungen sowie die Abstimmung operativer Maßnahmen im Bereich des islamistisch motivierten Terrorismus erreicht werden. Funktion und Zielsetzung decken sich in großen Teilen mit denen von Fusion Centers in den USA.

## Gründung

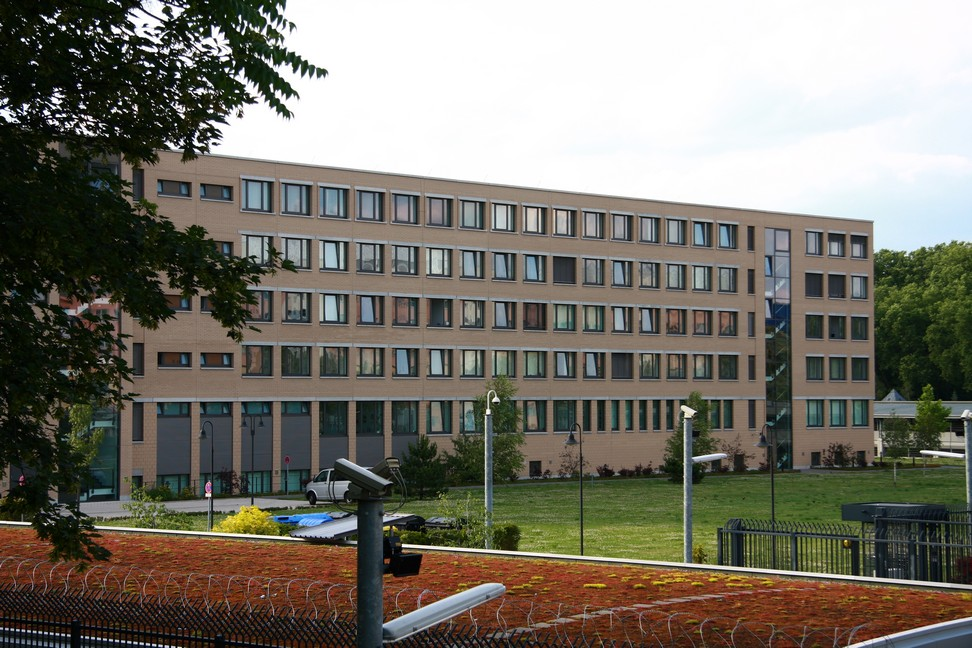
Neubau auf dem Kasernengelände Am Treptower Park

Das GTAZ nahm am 14. Dezember 2004 in Berlin seine Arbeit auf. Die Schaffung dieser Koordinierungsstelle wurde notwendig, da in Deutschland die Verantwortung für die Sicherheit der Bürger aufgrund des föderalen Aufbaus der Bundesrepublik stark zersplittert ist. Im Zentrum, das keine eigenständige Behörde darstellt, tauschen insgesamt 229 Beamte aus dem Bundeskriminalamt, Verfassungsschutz, Bundesnachrichtendienst, Zollkriminalamt, Militärischen Abschirmdienst, den 16 Landeskriminalämtern und 16 Landesämtern für Verfassungsschutz, der Bundespolizei, dem Bundesamt für Migration und Flüchtlinge sowie der Generalbundesanwaltschaft ihre Erkenntnisse und ihr Fachwissen aus. Das GTAZ bündelt die Expertise von insgesamt 40 deutschen Sicherheitsbehörden. Im Rahmen dieser Koordinierungsplattform können relevante Erkenntnisse schnell und unkompliziert ausgetauscht werden. Dadurch soll die schnelle Einleitung operativer Maßnahmen erleichtert werden. Außerdem soll die Bewertung sicherheitsrelevanten Sachverhaltes deutlich erleichtert und beschleunigt werden. Durch die intensive Zusammenarbeit der beteiligten Sicherheitsbehörden werden somit die Voraussetzung für die effektive Bekämpfung der Bedrohungen durch den islamistischen Terrorismus geschaffen.

## Organisatorischer Aufbau
Das GTAZ besteht aus zwei getrennten Auswertungs- und Analysezentren: der Nachrichtendienstlichen Informations- und Analysestelle (NIAS) und der Polizeilichen Informations- und Analysestelle (PIAS). Es gliedert sich in insgesamt neun Arbeitsgruppen:
- Arbeitsgruppe „Tägliche Lagebesprechung“: Die tägliche Lageberichterstellung und -besprechung dient dem Austausch tagesaktueller polizeilicher und nachrichtendienstlicher Lageerkenntnisse, der Erstellung von Erstbewertungen sowie der Erstellung eines entsprechenden Maßnahmenkataloges.
- Arbeitsgruppe „Gefährdungsbewertung“: Die Summe der eingehenden Informationen und Erkenntnisse werden zeitnah analysiert und bewertet. Die Ergebnisse sollen eine zuverlässige Evaluierung eines möglichen Handlungsbedarfs und der Gefährdungslage ermöglichen.
- Arbeitsgruppe „Operativer Informationsaustausch“: Hier findet ein strukturell fixierter Informationsaustausch mit dem Ziel einer schnellen und adäquaten Einsatzplanung statt.
- Arbeitsgruppe „Fallauswertung“: Bei der Fallauswertung werden Teilaspekte terroristischer Aktivitäten, einschließlich der sekundären Straftaten, wie beispielsweise illegale Ausweispapierbeschaffung und -fälschung oder die Beschaffung von Waffen und Sprengmitteln, ausgewertet. Dies dient der Erarbeitung entsprechender Fahndungs- und Präventionsansätze.
- Arbeitsgruppe „Strukturanalysen“: Diese Gruppe beschäftigt sich mit der gemeinsamen und zentralisierten Strukturanalyse zur Erkennung und Einordnung langfristiger Aspekte der Arbeitsweise und Methoden international operierender Terrorgruppierungen und -verdächtiger.
- Arbeitsgruppe „Aufklärung des islamistisch-terroristischen Personenpotenzials“: Diese Arbeitsgruppe befasst sich mit der Aufklärung des islamistisch-terroristischen Personenpotenzials einschließlich relevanter Personengruppen und potentieller Rekrutierungs- und Unterstützungsstrukturen. Außerdem geschieht hier die Analyse und Nutzung möglicher Synergieeffekte in der behördlichen Ressourcenbündelung, insbesondere im Bereich Internetrecherche und islamwissenschaftlicher Beratungs- und Übersetzungskapazitäten.
- Arbeitsgruppe „Statusrechtliche Begleitmaßnahmen“: Hier geschieht der Datenabgleich und die Analyse der ausländerrechtlichen Melderegister zum frühzeitigen Erkennen rechtlich möglicher Präventionsmaßnahmen im Bereich Ausländer- und Asylrecht. Auch erfolgt hier die Prüfung, ob möglicherweise eine Abschiebung angezeigt ist.
- Arbeitsgruppe „Deradikalisierung“: Diese Organisationseinheit tauscht Erfahrungen und Informationen über geeignete sicherheitspolitische Maßnahmen und Handlungsansätze zur Bekämpfung von Radikalisierungen im islamischen Milieu aus.
- Arbeitsgruppe „Transnationale Aspekte des islamistischen Terrorismus“: Im Rahmen dieses Teams sollen vom Ausland ausgehende Einflussfaktoren und Entwicklungen des internationalen islamischen Terrorismus – soweit sie deutsche Interessen berühren – aufgeklärt und bewertet werden.

## Weiterentwicklung
Das Informations- und Analysezentrum „Internationaler Terrorismus“ wurde Mitte 2005 um weitere 35 Beamte aus dem Verfassungsschutz erweitert. Das Bundeskriminalamt und der Verfassungsschutz richten zwei organisatorisch voneinander unabhängige Außenstellen in Berlin im Kasernengelände Am Treptower Park ein, in welche die anderen Behörden eingebunden sind. Die eingebrachten Informationen aus dem In- und Ausland fließen zur Erstellung eines Lagebildes zusammen. Ein wichtiges Hilfsmittel ist die sogenannte Antiterrordatei.
Am 2. Januar 2007 wurde das Gemeinsame Internetzentrum (GIZ) nach dem Vorbild des Gemeinsamen Terrorismusabwehrzentrums eingerichtet. Europaweit werden die Erkenntnisse des GIZ bei Europol aufgrund der Initiative Check-the-Web: Fighting terrorism on the Internet gesammelt.
Ein weiteres Zentrum, das sich wie das GTAZ aus Beamten von deutschen Polizeibehörden und Nachrichtendiensten zusammensetzt, ist das 2006 gegründete Gemeinsame Analyse- und Strategiezentrum illegale Migration (GASIM).
Außerdem stand das GTAZ strukturell Pate für das im Februar 2011 gegründete Nationale Cyber-Abwehrzentrum und das im November 2012 eingerichtete Gemeinsames Extremismus- und Terrorismusabwehrzentrum (GETZ).

## Kritik
Die Einrichtung der GTAZ wurde unter anderem durch die Humanistische Union, den Bundesbeauftragten für den Datenschutz und die Informationsfreiheit Peter Schaar sowie Jan Wörlein vom Institut für Bürgerrechte & öffentliche Sicherheit e. V. kritisiert. Juristen und Datenschützer bemängelten die faktische Aufhebung des Trennungsgebots zwischen Polizei und Nachrichtendiensten.